# Pirae
Pirae – miasto w Polinezji Francuskiej na wyspie Tahiti. W 2007 roku zamieszkiwało je około 14,4 tysięcy mieszkańców. W miejscowości znajduje się stadion Stade Pater Te Hono Nui, na którym swoje mecze rozgrywa reprezentacja Tahiti.